# Volada (construcció)

Diagrama de tres tipus de volades. L'exemple de dalt té una connexió de moment total (com una asta horitzontal caragolada al costat d'un edifici). L'exemple del mig es crea mitjançant l'extensió d'una simple biga amb suport (de la mateixa manera que un trampolí és ancorat i s'estén per sobre de la vora d'una piscina). L'exemple de baix es crea mitjançant l'addició d'una condició de frontera de Robin a la biga, és a dir, afegint una molla elàstica al post terminal. Els exemples del mig i de baix es poden considerar estructuralment equivalents, segons la rigidesa efectiva de la molla i la biga.

Una volada, un sortint o un ixent és un element estructural rígid, com ara una biga, un ràfec o un balcó, que té un extrem ancorat a un suport (generalment vertical) del qual sobresurt. Aquesta connexió també pot ser perpendicular a una superfície vertical plana, com ara una paret. Les volades també es poden construir amb gelosies o forjats. Quan suporta una càrrega estructural, la volada la transmet al suport, empès pel moment i la tensió tallant.
L'adjectiu corresponent als elements en volada és voladís, per exemple: balcó voladís, ràfec voladís.